# 出雲そば

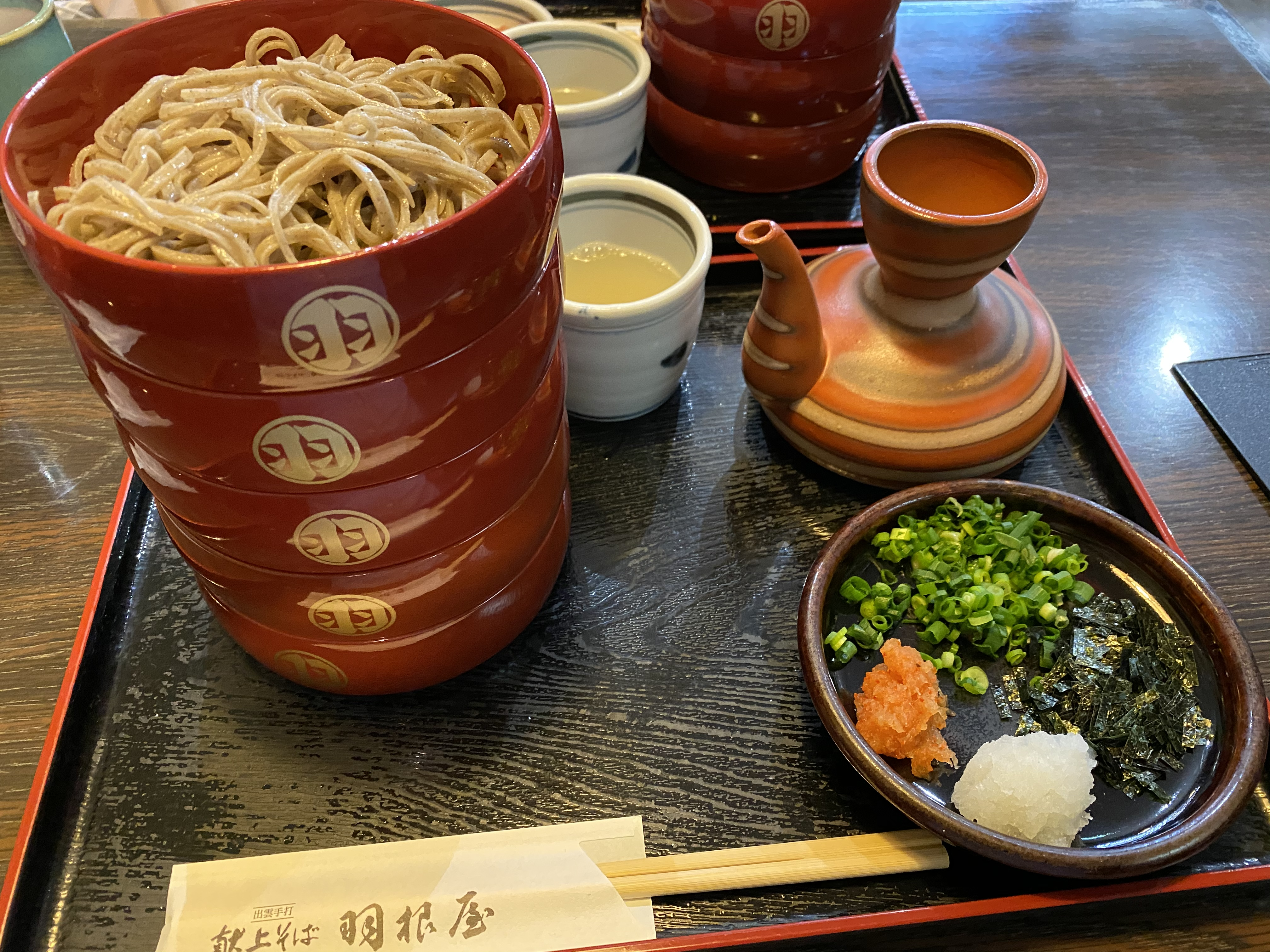
出雲そば（割子そば5段）
島根県出雲市の羽根屋本店

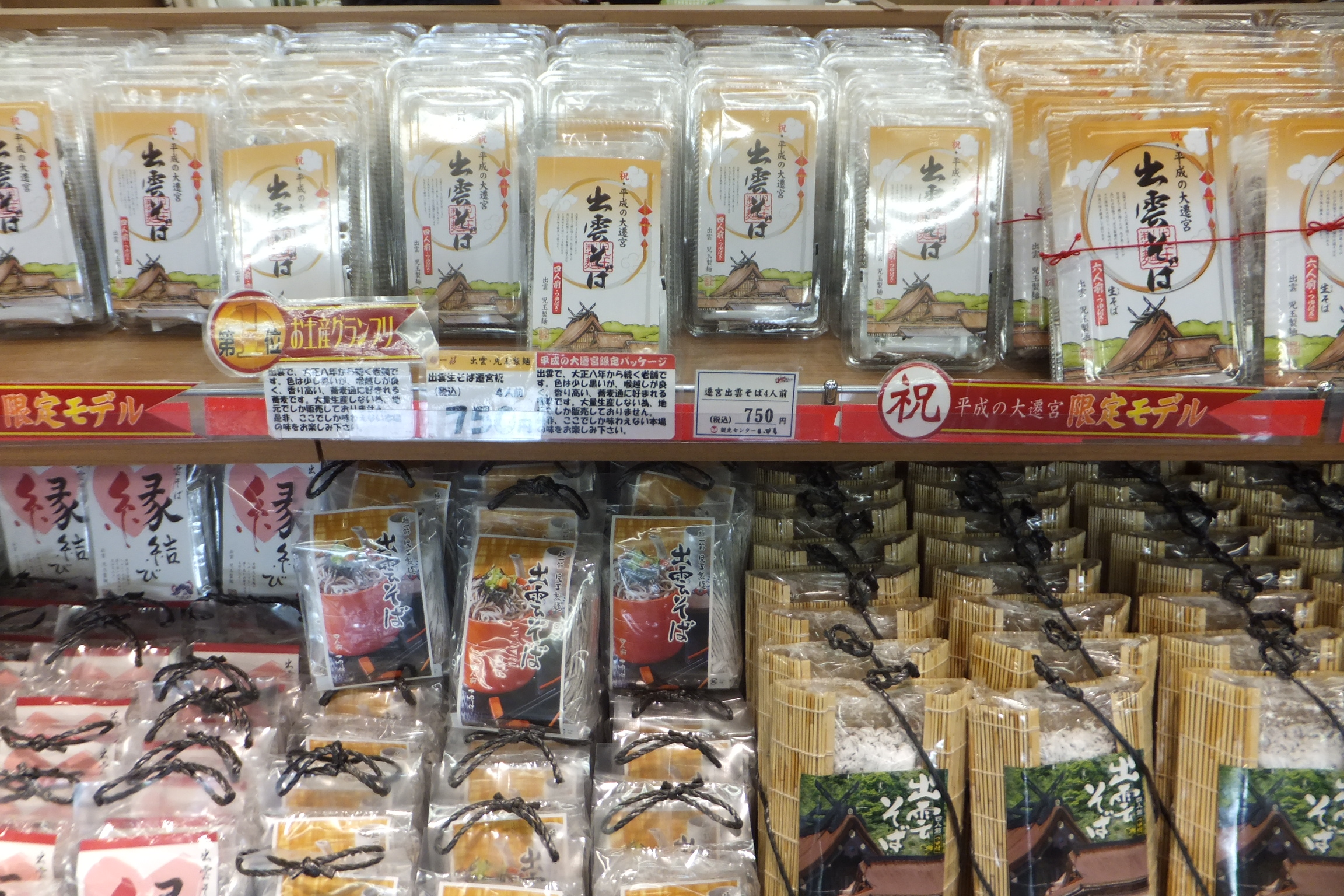
市販乾燥麺の出雲そば

出雲そば（いずもそば）は、島根県の出雲地方で広く食べられる郷土料理の蕎麦。日本三大蕎麦の一つ。

## 概要
信濃国（現在の長野県）松本藩の城主だった松平直政が、江戸幕府第3代将軍徳川家光から出雲国松江藩への国替えを命じられた際、直政が松本からそば職人を伴って来たことから出雲松江地方にそばが伝わったとされる。この国替えを命じられた1638年（寛永15年）2月11日にちなみ、出雲市と松江市のそば組合で結成した「出雲そばの日記念日登録実行委員会」が2022年に日本記念日協会に申請し、2月11日が「出雲そばの日」として登録された。
出雲の地が蕎麦処となった理由としては、奥出雲地方（出雲国南部、現在の雲南市・奥出雲町など）において、寒さに強く収穫までが短い上、痩せ地でも栽培できる蕎麦の栽培が栄えたことが挙げられる。さらに江戸時代後期になってこの地域の産業・文化を振興した名藩主として「不昧公（ふまいこう）」と呼ばれる第7代松江藩主の松平治郷が、当時「高貴な人はそばを食べない」とされていたにも拘らず、不昧公はお忍びで夜に屋台の蕎麦（いわゆる夜鷹そば）を食べに行くほどの蕎麦好きでこだわりの食べ方を語っており、茶人としても茶懐石に蕎麦を取り入れその地位向上に一役買ったためと言われている。
出雲地方では奥の院詣り（出雲大社、日御碕神社、美保神社、大山寺、一畑寺）の際に、門前町のそば屋で蕎麦を食べるのが庶民の楽しみであった。また神在月（かみありづき）に行われる「神在祭」（通称「お忌みさん」）の際、神社の周りに屋台のそば屋が立ち並ぶ。店内と違って麺を洗うことが難しかったこともあり、身体の温まる「釜揚げ」（後述）で新蕎麦を食べた。「釜揚げそば」は、出雲を去る神々を見送る儀式「神去出祭（からさでさい）」にちなんで、「神去出蕎麦」また「お忌み蕎麦」と呼称されることもある。
製法としての特色として、蕎麦粉を作るときに蕎麦の実を皮ごと石臼で挽く「挽（ひ）きぐるみ」と呼ぶ製法で製粉しており、蕎麦の色は濃く黒く見え、香りが強いことが挙げられる。食べ方にも特色があり、「もり」「かけ」といった定番の食べ方よりも、「割子（わりご）そば」「釜揚げそば」といった独特の食べ方が広まっている。また青ねぎや海苔、削った鰹節のほか、もみじおろしや辛味大根の大根おろしを薬味とするのも特徴である。
2022年3月3日、文化庁より「伝統の100年フード」に認定された。

## 食べ方

### 割子そば
割子そば（わりごそば）は、重ねられる丸い漆器に茹でた蕎麦を盛って出す。通常は三段重ねが一人前であり、薬味とだし汁の容器がつく。これは江戸時代に松江の趣味人たちがそばを野外で食べるために弁当箱として用いられた形式が基となっている。出雲地方では昔から重箱のことを「割子」（「割盒」とも）と呼んでおり、当時の割子は正方形や長方形、菱形など様々であったが、1907年頃に当時の松江警察署長の発議によりヒノキを用いた底の厚みのある丸形の漆器に変わった。警察署長の発議は、割子が四角形であると四隅が洗いにくく、衛生的見地から問題があると見たからと言われている。
食べ方にも特徴があり、他地方では蕎麦を出汁の中に入れるのに対し、だし汁自体を器に入れ（このため、だし汁を入れる猪口の口が狭くなっている）、その上に青ねぎ、海苔、大根おろしと削り節などの薬味を載せて頂く。三段重ねの場合、まず一番上の割子にだし汁を入れて蕎麦を食し、食べ終わったら残っただし汁を二段目にかけて食す、というふうに、だし汁を使い回しながら上から順に食べてゆく。近年、薬味具材が豊富に盛り付けられた品や、近代の大阪食文化の影響を受けて卵（卵黄）などを載せたものなどがあるが、いずれも正統な割子そばとは言えない。

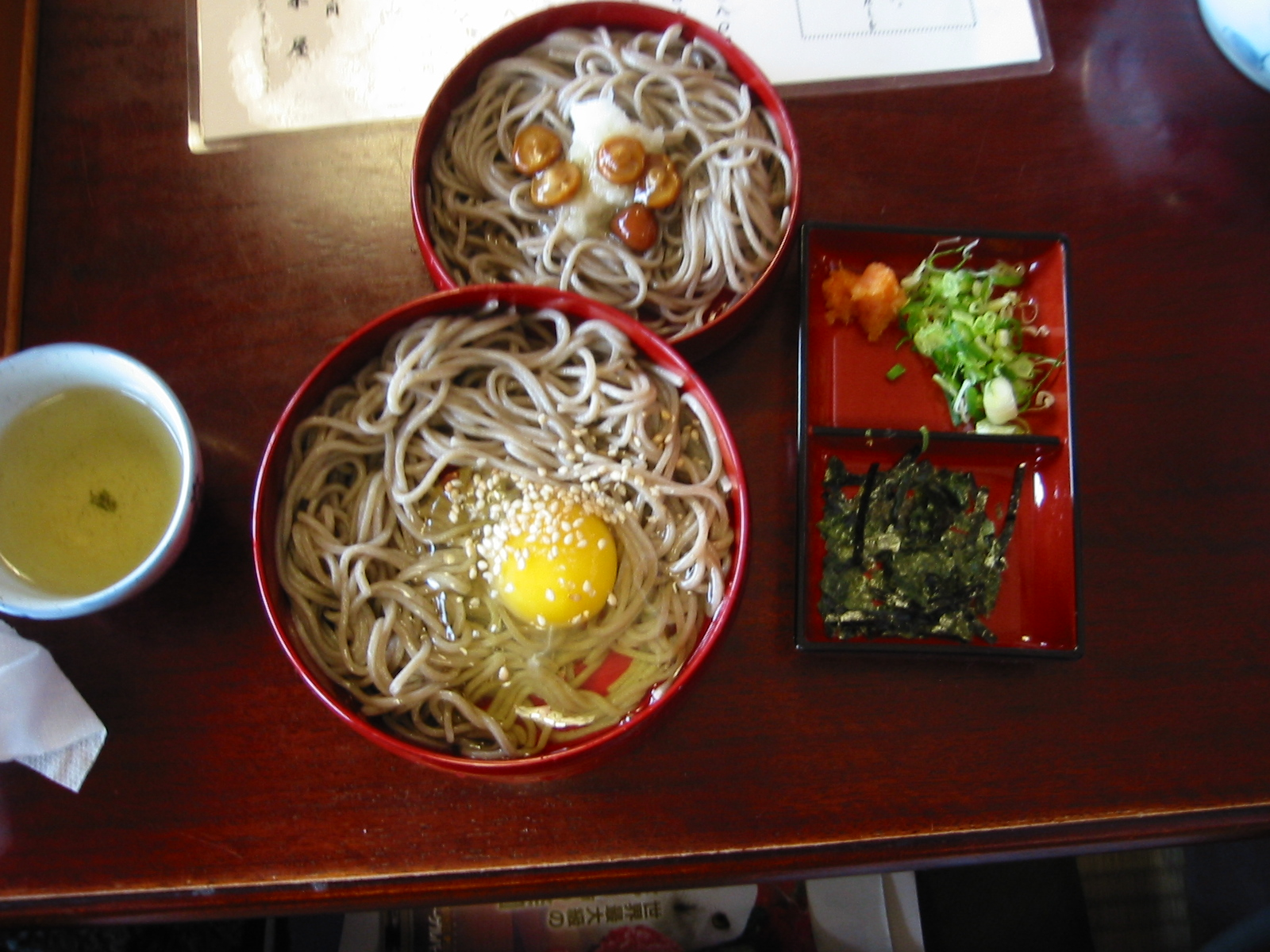
近年の出雲割子そば：例1
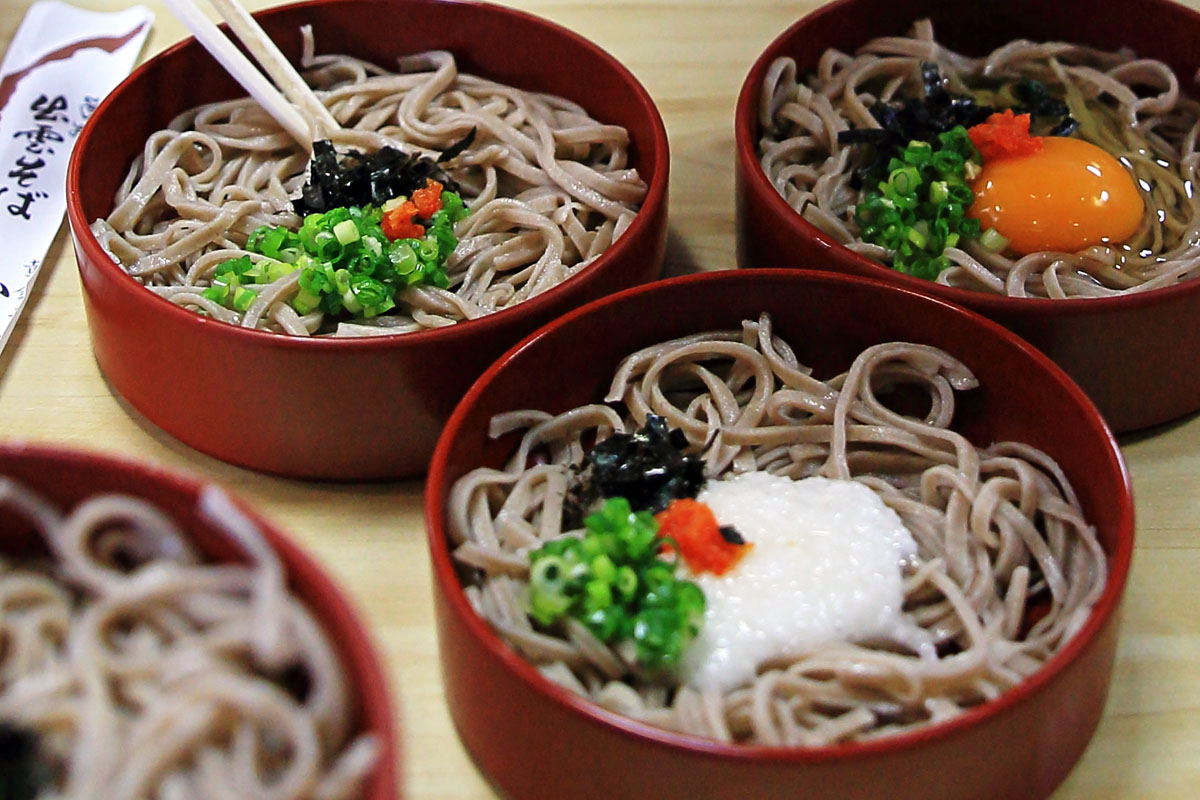
近年の出雲割子そば：例2

### 釜揚げそば
釜揚げそば（かまあげそば）は、釜や鍋から茹でたそばをそば湯ごと器によそったものが提供され、客は自分でつゆ（割子そばと同様の濃い出し汁）を入れて濃度を調節し、青ねぎや海苔などの薬味をのせて食べる食べ方。一見するとかけそばに似ているが、茹で上げた麺を水洗いせず、そのまま供する点が異なる。ぬめりが取れない為のどごしは良くないが、その分そばの味、香りが直接伝わるという。

## 玄丹そば
松江市には玄丹そば（げんたんそば）と呼ばれるそばがある。これは1997年より減反によって休耕していた松江市郊外の田（減反田）を用いて育てられたそばで、基本的には出雲そばから派生したものである。名前は戊辰戦争の時、新政府軍を相手に無血で松江藩を救った玄丹（げんたん）お加代という女傑にあやかってつけられた。

## 出雲の舞
出雲の舞（いずものまい）は、島根県で育成されたソバの品種である。島根県では、現地の気象条件に適した小粒の在来種「小そば」が古来より栽培されていた。中でも仁多郡奥出雲町の「横田在来」は、「出雲そば」の特徴である濃い麺色・優れた風味を有することから、貴重な在来種として継承されている。しかし、小粒であるため発芽や初期生育が不安定であり、成熟期が遅いため霜害や積雪害のリスクが大きい。また、近年は他品種との交雑により遺伝的均一性が乱れ問題となっている。
2000年代初頭以降、蕎麦需要の増加により県外から種子が導入されている。中でも「信濃1号」は成熟期が早く、広い地域適応性があり、島根県においても平坦部から山間部まで栽培が増加した。それと引き換えに「出雲そば」に適する在来品種の作付面積が減少している。県内自給率が20%程度を記録したこともあった。
このような背景のもと、地域特産物としての優位性を補充強化するためにも、島根県独自の優良品種が要望され、島根県農業試験場では新品種の育成を行ってきた。2003年、北海道の古くからの品種「牡丹そば」（早生で倒伏に強い）を母に、「横田在来」（食味が良い）を父に交配、新品種として育成されたのが「出雲の舞」である。
2007年秋、F8（雑種第8代）のある系統について、中熟、小粒、多収で製粉歩留が高く、食味が優れていると認め、2011年2月に品種登録出願を行い、2014年1月に「出雲の舞」の名称で公表された。命名は全国から公募し、島根県東部の方言で「旨い」を意味する「まい」を含む名称に決定。舞い踊るほどに風味が濃くおいしいという意味も込められている。
平坦部から山間部（500メートル以下）に適する。播種の晩限は平坦部で8月下旬、山間部で8月中旬。耐湿性は強化されていないので従来の品種同様、排水対策は必要である。

### 注記
1. 1 2  通常、生そばは茹で上げた際に、茹で上がった後のぬめり（ムチン）を取る目的で水洗いを行うことで喉越しをよくするとされている[6]。
2. ↑  なお、当時の食品衛生は警察の管轄であった。「内務省 (日本)」 を参照